# 등줄쥐
등줄쥐(학명: Apodemus agrarius)는 쥐목 쥐과에 속하는 설치류이다. 검은 줄이 앞머리에서 등의 가운데를 따라 꼬리의 밑동까지 이어져 있다. 꼬리가 짧고, 귀와 뒷다리도 짧으며, 눈도 작다. 등은 적갈색이고, 배는 회백색이다.
잡목숲·숲의 가장자리·개천가·논·밭에서 산다. 습한 곳을 좋아하며, 갈대밭에도 서식한다. 낮에 활동하며, 주로 곡식이나 씨앗을 먹지만, 곤충이나 무척추동물을 잡아먹기도 한다. 겨울에는 짚가리 속이나 창고에서 생활한다. 복잡한 굴을 파고 그 속에 살며, 보금자리는 지하 40cm 깊이에 나뭇잎을 깔아 만든다. 2-11월까지 한 해에 3-4차례 번식을 하며, 한배에 4-9마리의 새끼를 낳는다. 유행성 출혈열의 매개자로서 사람에게 해를 끼치기도 한다. 한국을 비롯한 유라시아 대륙 전역에 분포한다.

## 같이 보기
- 한국의 포유동물